# Platycheirus altomontis
Platycheirus altomontis är en tvåvingeart som beskrevs av Merlin och Nielsen 2004. Platycheirus altomontis ingår i släktet fotblomflugor, och familjen blomflugor.
Artens utbredningsområde är Italien. Inga underarter finns listade i Catalogue of Life.